# LATAM 콜롬비아
LATAM 콜롬비아(영어: LATAM Colombia)는 콜롬비아의 항공사로 총 31개 노선을 취항하고 있다. 본사는 콜롬비아 보고타 위치해 있으며 1981년에 아이레스 항공(영어: AIRES)으로 설립했다. 또한 사용하고 있는 허브 공항으로 엘도라도 국제공항, 올리비아 하리야 공항이 있다. 2010년 10월 칠레의 최대 항공사인 란 항공이 지분을 인수해 현재의 사명으로 변경했다. 2013년에 항공 동맹인 원월드에 가입했다.

## 운항 노선
- 2012년 7월 기준으로 LATAM 콜롬비아는 다음과 같은 노선을 운항하고 있다.

## 보유 기종
- 2012년 4월 기준으로 LATAM 콜롬비아는 다음과 같은 기종을 보유하고 있으며 현재 보유하는 기종은 LATAM 칠레에서 운항하고 있다.[3]

## 사진

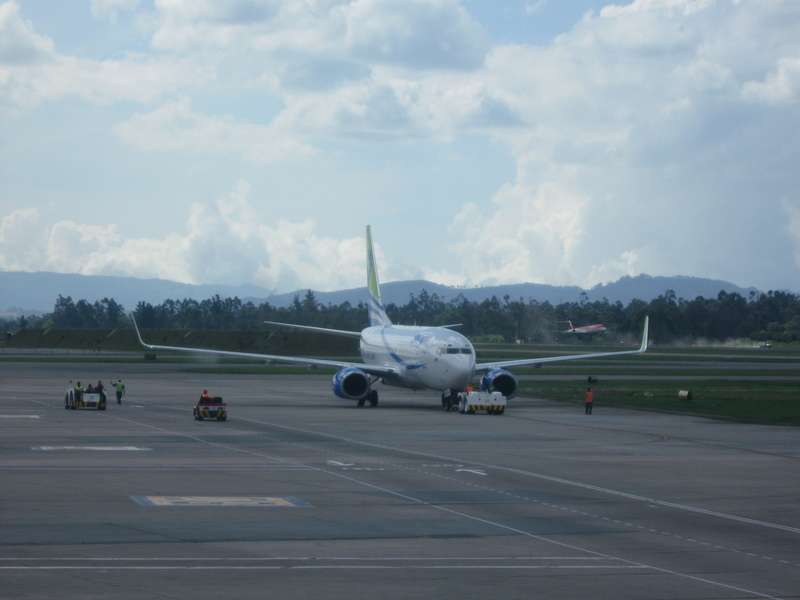
LATAM 콜롬비아(구 아이레스 항공)의 보잉 737-700
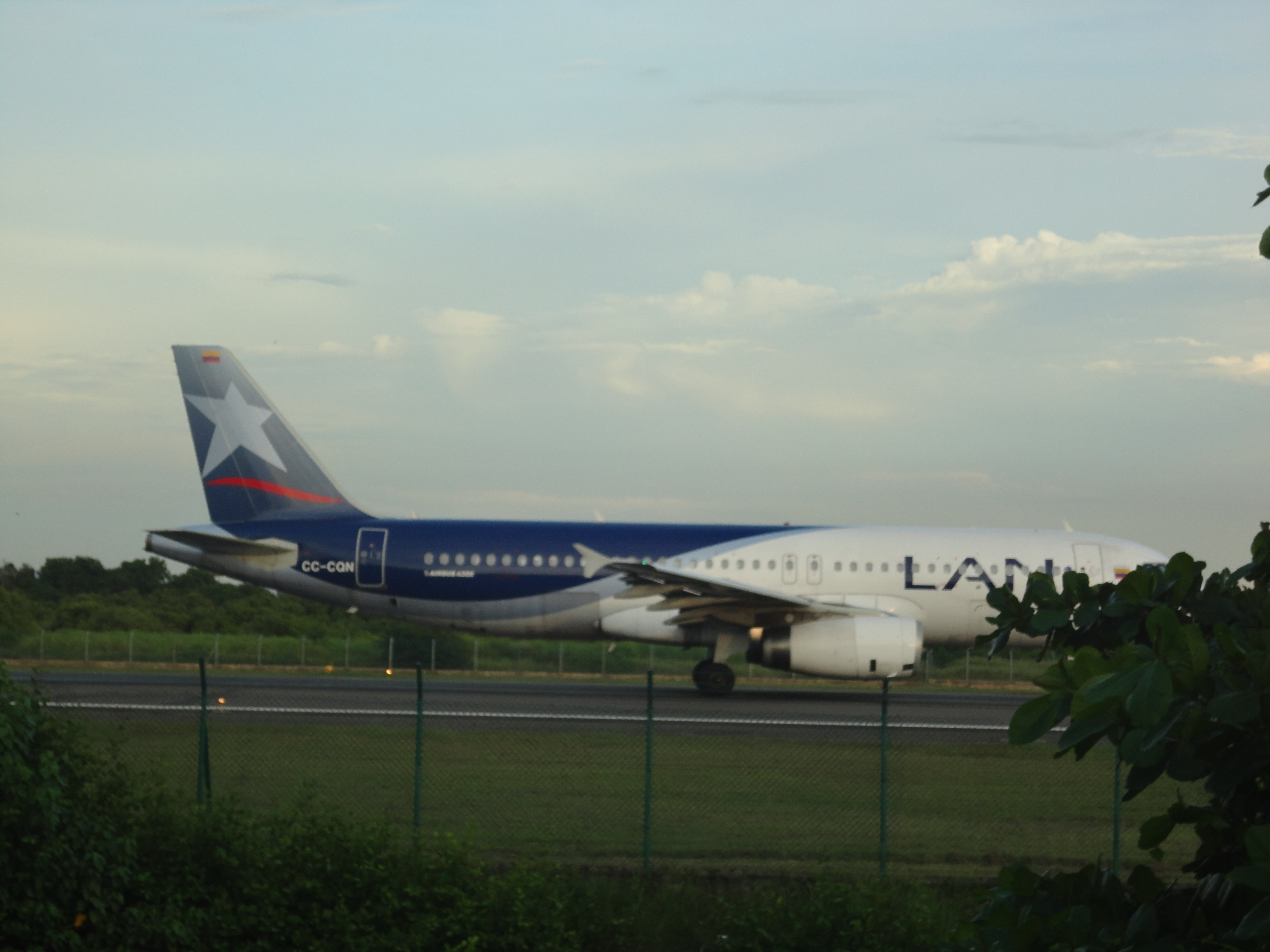
LATAM 콜롬비아의 에어버스 A320-200
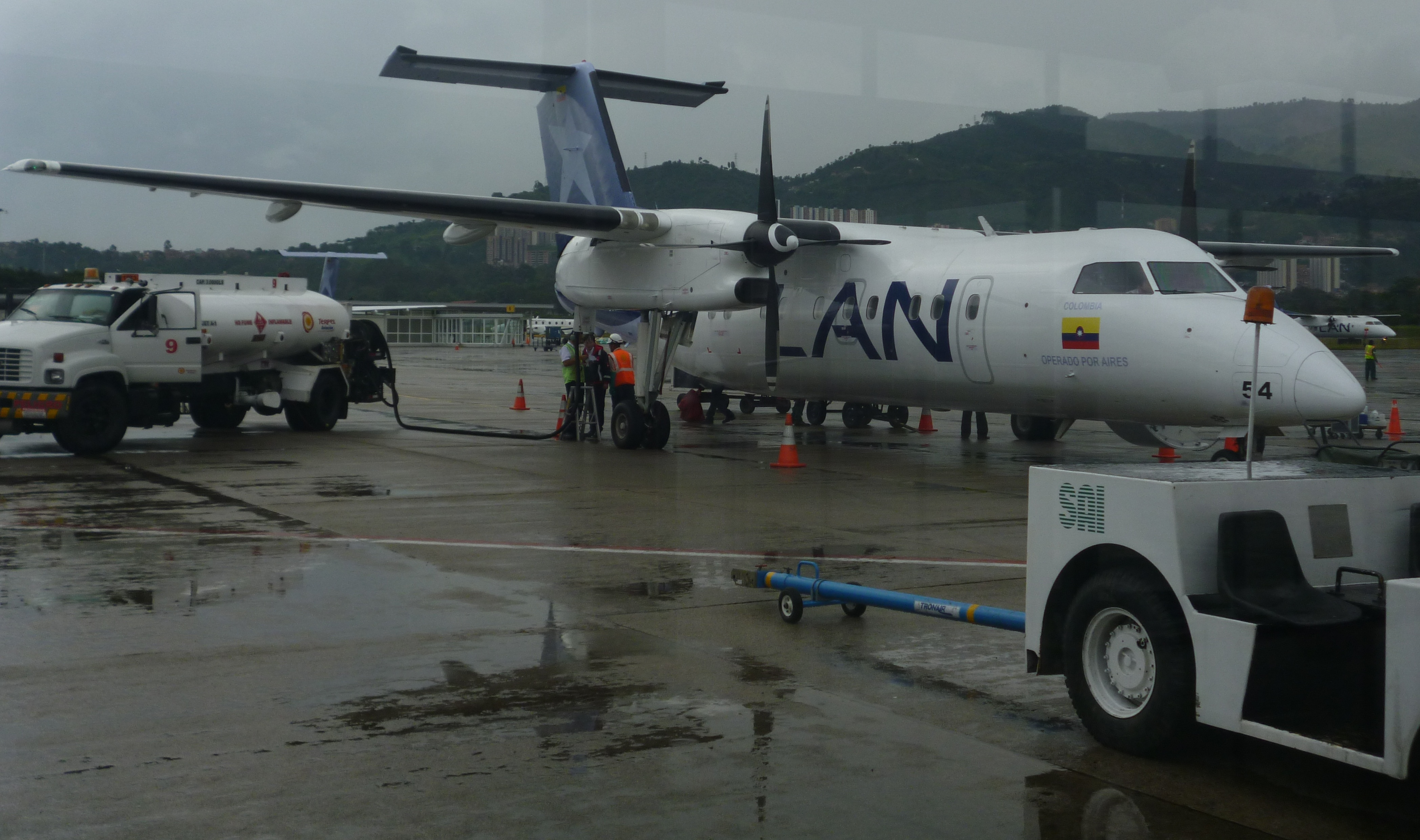
LATAM 콜롬비아의 봄바디어 대쉬 Q 200